# Пінцгау
Пінцга́у (нім. Pinzgauer) — порода великої рогатої худоби молочно-м'ясного напряму. Виведена у Австрійських Альпах наприкінці 18 століття у місцевості Пінцгау (тепер округ Целль-ам-Зе) схрещуванням червоної баварської і дуксцилертальської худоби.
Масть тварин — переважно червона різних відтінків з характерною білою смугою на спині і вздовж черева. Тварини мають пропорційну будову тіла, міцний кістяк, товсту еластичну шкіру. Жива маса бугаїв становить 750—1000 кг, корів — 450—500 і до 650 кг. Середньорічний надій молока становить 2000 — 3000 кг жирністю 3,7 — 3,8 %. Деякі корови дають 5000—5800 кг молока жирністю 3,9 — 4,2 %. Тварини породи пінцгау мають також добрі м'ясні та відгодівельні якості. Забійний вихід 55 — 57 %. 
Розводять пінцгау в Австрії, Німеччині, Італії, Румунії та в Україні — переважно в гірських районах Чернівецької, Івано-Франківської і Закарпатської областей. 